# Вилар, Трейси
Трейси Вилар (англ. Tracy Vilar, род. Tracy Vilar) — американская актриса, известная благодаря ролям в телевизионных ситкомах. Вилар родилась и выросла в Нью-Йорке, где начала свою карьеру с небольшой роли в фильме «Круклин» (1994) с Элфри Вудард, а в 1995 году исполнила одну из основных ролей в недолго просуществовавшем ситкоме The WB First Time Out. Следом она получила регулярную роль, в другом ситкоме канала, «Шоу Стива Харви», который покинула после одного сезона.
Вилар появилась в нескольких десятках телевизионных шоу и фильмов, включая «Скорая помощь», «Полиция Нью-Йорка», «Сильное лекарство», «C.S.I.: Место преступления», «Подруги», «Анатомия страсти» и «Как избежать наказания за убийство». У неё были регулярные роли в провальных сериалах «Спасение» (TNT, 2006) и «Партнёры» (CBS, 2012). Также у Вилар были второстепенные роли в «Доброе утро, Майами» и «Доктор Хаус». Вне телевидения у неё были небольшие роли в фильмах «Двойной просчёт», «Планета Ка-Пэкс» и «Во всей красе».

## Избранная фильмография
| Год       |   | Русское название                  | Оригинальное название | Роль              |
| --------- | - | --------------------------------- | --------------------- | ----------------- |
| 2008—2012 | с | Доктор Хаус                       | House                 | медсестра Реджина |
| 2012      | с | Две девицы на мели                | 2 Broke Girls         | Мария             |
| 2021      | с | Уборщица. История матери-одиночки | Maid                  | Йоланда           |